# Corporação Industrial Grande Muralha da China
A Corporação Industrial Grande Muralha da China (em mandarim: 中国长城工业集团; em inglês: China Great Wall Industry Corporation, abreviado para CGWIC) é uma empresa chinesa de comércio exterior controlada pela Corporação de Ciência e Tecnologia Aeroespacial da China (CASC) e pelo Ministério da Indústria Aeroespacial da China. A CGWIC, atua como o principal canal de marketing no comércio exterior para a CASC, a mesma é especializada em produtos de tecnologia espacial, bem como a importação e exportação de equipamentos especializados, máquinas de precisão, instrumentos e outros produtos de consumo. A CGWIC é o único provedor chinês de lançamento de satélites comerciais.

## História
A Corporação Industrial Grande Muralha da China foi fundada em 1980, em 1985 a CGWIC foi selecionado para lidar com a importação e exportação de tecnologia espacial chinesa e produtos com o objetivo de organizar numa base comercial o lançamento de satélite estrangeiro por veículos de lançamento chineses. A mesma é uma empresa de importação e exportação, e que é a única organização na China responsável pelo marketing, negociação comercial, execução e desempenho do contrato para os serviços de lançamento de satélites, tecnologia de satélites e seus produtos, equipamentos especiais, máquinas de precisão, instrumentos e produtos eletrônicos.
Em 1991, as sanções foram impostas pelo governo Bush contra a Corporação Industrial Grande Muralha da China e China Precision Machinery Import-Export Corporation, porque essas empresas estavam vendendo mísseis ao Paquistão, Iraque e Irã.